# 拉沙佩勒圣索沃尔
拉沙佩勒圣索沃尔（法語：La Chapelle-Saint-Sauveur，法語發音：[la ʃapɛl sɛ̃ sovœʁ]）是法国大西洋卢瓦尔省的一个旧市镇，位于该省东部，属于沙托布里扬-昂斯尼区。2016年1月1日起，拉沙佩勒圣索沃尔和相邻的另外3个市镇合并为新市镇卢瓦罗克桑斯（Loireauxence）。

## 地理
拉沙佩勒圣索沃尔（47°26'28"N, 0°59'11"W）面积18.7 平方千米，位于法国卢瓦尔河地区大区大西洋卢瓦尔省，该省份为法国西北部沿海省份，位于布列塔尼半岛东南部，北起伊勒-维莱讷省，西北接莫尔比昂省，西临大西洋，南至旺代省，东临曼恩-卢瓦尔省。
与拉沙佩勒圣索沃尔接壤的市镇（或旧市镇、城区）包括：贝利涅、圣西吉斯蒙、卢瓦尔河畔勒弗雷讷、蒙特勒莱、卢瓦罗克桑斯。
拉沙佩勒圣索沃尔的时区为UTC+01:00、UTC+02:00（夏令时）。

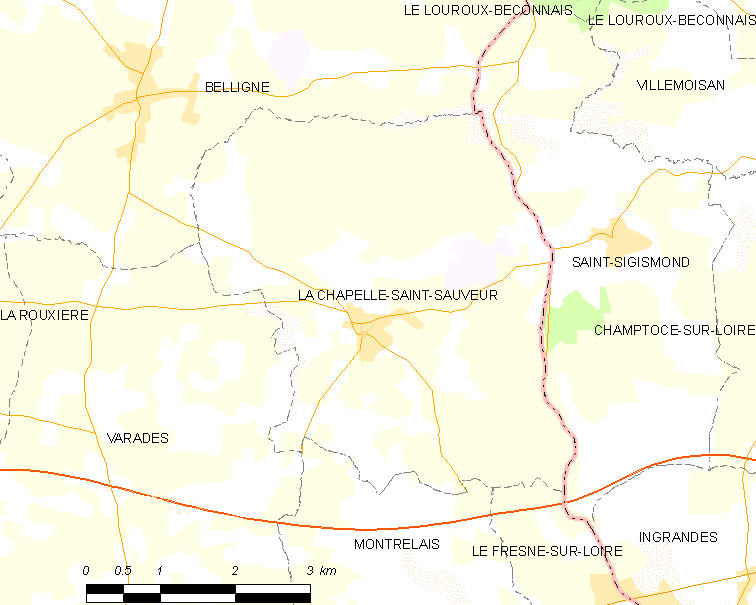
拉沙佩勒圣索沃尔的OSM定位图

## 行政
拉沙佩勒圣索沃尔的邮政编码为44370，INSEE市镇编码为44034。

## 政治
拉沙佩勒圣索沃尔所属的省级选区为昂斯尼-圣热雷翁县。

## 人口

1962-2008年间拉沙佩勒圣索沃尔人口变化图示

拉沙佩勒圣索沃尔于2018年1月1日时的人口数量为817人。